# 데이비스 해협

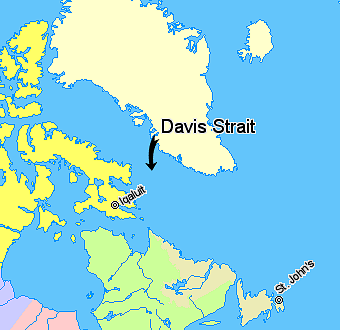
데이비스 해협

데이비스 해협(Davis Strait, 프랑스어: Détroit de Davis)은 그린란드와 캐나다의 배핀섬사이에 있는 해협이다. 가장 좁은 곳의 폭은 약 338km에 달한다. 깊이는 평균 1000~2000m 정도로, 북쪽의 배핀만이나 남쪽의 래브라도해에 비해 얕다.
해협의 이름은 16세기에 북서항로를 개척한 영국의 탐험가인 존 데이비스의 이름을 딴 것으로, 데이비스는 1585년에 이 해협을 지나갔다. 이 해협은 고위도에 위치해 있을 뿐만 아니라 래브라도 한류가 흘러 수온이 매우 낮다. 또, 겨울이 되면 유빙이 많아 선박의 항해가 어렵다.
영국의 탐험가 존 데이비스의 이름을 따서 붙여졌다.